# Ley sobre agentes externos de Rusia
La ley de agentes extranjeros rusos exige que cualquier persona u organización que reciba cualquier tipo de apoyo desde fuera de Rusia o que se considere que está bajo influencia extranjera se registre como "agente extranjero". A diferencia de la Ley de Registro de Agentes Extranjeros de los Estados Unidos (FARA, por sus siglas en inglés), que se dirige específicamente a aquellos que actúan en nombre y bajo el control de directores extranjeros, la ley rusa presume el control extranjero de cualquier apoyo extranjero, por mínimo que sea. Si bien FARA se aplica principalmente a cabilderos profesionales y consultores políticos que trabajan para gobiernos extranjeros, la legislación rusa afecta a una amplia gama de actores de la sociedad civil, incluidas ONG, organizaciones de medios de comunicación, periodistas y particulares.
Promulgada por primera vez en 2012 como respuesta a las protestas contra el regreso de Vladímir Putin a la presidencia, la ley se ha ampliado progresivamente a través de numerosas enmiendas. La designación conlleva pesadas cargas administrativas, incluidas auditorías obligatorias, requisitos de informes detallados y etiquetado obligatorio de todas las publicaciones con un descargo de responsabilidad sobre el estado de "agente extranjero". Las organizaciones y personas designadas como "agentes extranjeros" enfrentan restricciones significativas en sus actividades y corren el riesgo de multas sustanciales o enjuiciamiento penal por incumplimiento.
El Tribunal Europeo de Derechos Humanos ha dictaminado que la ley viola los derechos fundamentales y lleva "las características de un régimen totalitario" al crear un ambiente de sospecha hacia las voces independientes. El término "agente extranjero" (en ruso: иностранный агент) en sí mismo tiene fuertes connotaciones negativas en ruso, asociadas con el espionaje de la era de la Guerra Fría, y ha sido criticado como una herramienta para estigmatizar y reprimir a la sociedad civil y la libertad de prensa dentro de Rusia, en particular a los grupos opuestos a Vladímir Putin.

## Evolución de la legislación sobre "agentes extranjeros"

### Organizaciones rusas sin fines de lucro
El 21 de noviembre de 2012, la Ley Federal de 20 de julio de 2012 No.121-FZ "Sobre las Enmiendas a los Actos Legislativos de la Federación de Rusia con respecto a la Regulación de las Actividades de las Organizaciones sin Fines de Lucro que Realizan las Funciones de un Agente Extranjero", que son las enmiendas a la Ley Federal de 19 de mayo de 1995 No.82-FZ "Sobre las asociaciones públicas", la Ley Federal del 12 de enero de 1996 No.7-FZ "Sobre las Organizaciones sin Fines de Lucro", Entró en vigor la Ley Federal Nº 115-FZ, de 7 de agosto de 2001, sobre la lucha contra la legalización (blanqueo) del producto del delito y la financiación del terrorismo, el Código Penal de Rusia y el Código de Procedimiento Penal de Rusia. De acuerdo con esta ley, las organizaciones rusas sin fines de lucro, a excepción de las empresas estatales y municipales, pueden ser declaradas agentes extranjeros si participan en actividades políticas en Rusia y reciben fondos de fuentes extranjeras. La actividad política se define como cualquier influencia en la opinión pública y las políticas públicas, incluido el envío de solicitudes y peticiones.

### Organizaciones e individuos de medios de comunicación "agentes extranjeros"

#### Modificaciones a la Ley de Medios de Comunicación (2017)
La Ley Federal n.º 327-FZ, promulgada el 25 de noviembre de 2017, introdujo el concepto de "organización de medios de comunicación extranjera que desempeña las funciones de un agente extranjero" en la Ley de Medios de Comunicación (n.º 2124-1, de 27 de diciembre de 1991). Una organización de medios de comunicación "agente extranjero" se define como cualquier entidad extranjera, constituida o no, que difunde contenidos impresos, sonoros, audiovisuales u otros contenidos destinados a una audiencia sin restricciones y recibe fondos o activos de fuentes extranjeras, directamente o a través de entidades rusas. Estas organizaciones están sujetas a las mismas obligaciones que las organizaciones no gubernamentales (ONG) "agentes extranjeros".

#### Ampliación de la definición (2019)
La Ley Federal n.º 426-FZ, aprobada el 2 de diciembre de 2019, amplió aún más el alcance de las organizaciones de medios de comunicación "agentes extranjeros" para incluir a las personas físicas. También introdujo un nuevo motivo para la designación, permitiendo que las personas físicas o jurídicas rusas involucradas en la creación o difusión de publicaciones de organizaciones de "medios de comunicación extranjeros" o entidades jurídicas rusas establecidas por organizaciones de medios de comunicación "agentes extranjeros" sean designadas como "agentes extranjeros". Además, dispuso que las entidades y personas extranjeras designadas debían establecer una entidad jurídica rusa en el plazo de un mes a partir de su designación, que se registraría como "agente extranjero" y cumpliría las mismas obligaciones que una ONG "agente extranjero". Todos los materiales distribuidos por estas entidades deben estar claramente etiquetados como procedentes de un "agente extranjero", quedando prohibida la distribución sin el etiquetado exigido.

#### Requisitos de etiquetado (2020)
El 23 de septiembre de 2020, Roskomnadzor, el regulador ruso de las telecomunicaciones y los medios de comunicación, emitió la Orden n.º 124, en la que se detallaban los requisitos específicos de etiquetado para los materiales producidos o difundidos por organizaciones de medios de comunicación "agentes extranjeros". El etiquetado debía incluir un aviso que indicara la condición de agente extranjero del contenido, y el tamaño del texto era el doble que el texto principal de los materiales impresos y en línea. En el caso de los contenidos audiovisuales, la etiqueta debía cubrir al menos el 20% de la imagen y mostrarse de forma destacada al principio del material, con una duración de al menos 15 segundos después de cualquier interrupción. 

### Asociaciones e individuos no registrados como "agentes extranjeros"

#### Prórroga a asociaciones y personas no registradas (2020)
La Ley Federal n.º 481-FZ, promulgada el 30 de diciembre de 2020, amplió la designación de "agente extranjero" a las asociaciones públicas no registradas que participan en "actividades políticas" y reciben fondos de fuentes extranjeras. La ley también se aplicaba a las personas, independientemente de su nacionalidad, que participaran en actividades políticas o recopilaran información sobre las capacidades militares de Rusia y recibieran financiación extranjera. personas designadas deben presentar informes sobre sus actividades y gastos personales cada seis meses y etiquetar todas las comunicaciones con un aviso de "agente extranjero".

#### Más restricciones a los medios de comunicación (2020)
La ley también enmendó la Ley de Medios de Comunicación, prohibiendo a los medios de comunicación y a las publicaciones en Internet mencionar a cualquier entidad o persona de "agente extranjero" o compartir sus materiales sin incluir un aviso de su condición de "agente extranjero".

## Ley de Agentes Extranjeros de 2022

### Nueva definición de "agente extranjero" (2022)
La Ley Federal Nº 255-FZ, aprobada el 14 de julio de 2022, sustituyó a toda la legislación anterior sobre "agentes extranjeros". La ley define a un "agente extranjero" como cualquier entidad o persona rusa o extranjera que reciba apoyo o esté bajo influencia extranjera, y que participe en actividades políticas, reúna información sobre capacidades militares o cree y difunda información destinada a un público amplio. Las actividades políticas incluyen eventos públicos, cabildeo, realización de encuestas de opinión y expresión de opiniones sobre políticas gubernamentales.

### Definición de «influencia extranjera» y «fuentes extranjeras»
La "influencia extranjera" se define como recibir apoyo, ya sea monetario, organizativo o de asesoramiento, de fuentes extranjeras, que incluyen estados, organizaciones, nacionales y cualquier persona o entidad extranjera bajo influencia extranjera.

### Requisitos de registro público y divulgación
El Ministerio de Justicia mantiene un registro público de "agentes extranjeros", que incluye datos personales como nombres completos, seudónimos, números de identificación fiscal y motivos de designación. Los "agentes extranjeros" deben revelar su condición de agentes políticos y etiquetar todos los materiales como procedentes de un "agente extranjero".

## Restricciones a los "agentes extranjeros"

### Prohibiciones de funciones públicas
Los "agentes extranjeros" tienen prohibido ocupar cargos públicos, participar en comisiones electorales, formar parte de juntas asesoras públicas y proponer candidatos para juntas de supervisión de prisiones. También se les prohíbe hacer donaciones políticas, organizar actos públicos y apoyar campañas electorales.

### Restricciones en la educación y los medios de comunicación
Las personas y entidades designadas tienen prohibido educar a menores, ocupar cargos en instituciones educativas estatales o municipales y producir contenido para menores. Tampoco tienen derecho a recibir ayudas económicas del Estado ni subvenciones para las artes, y no pueden participar en la contratación pública.

### Otras restricciones
A los "agentes extranjeros" se les prohíbe invertir o operar infraestructura de información crítica, proporcionar opiniones de expertos ambientales y anunciarse en organizaciones de medios de comunicación de "agentes extranjeros". Las violaciones de estas regulaciones pueden resultar en responsabilidad administrativa o penal, y los incumplimientos repetidos pueden llevar a la liquidación de la entidad legal involucrada.

## Implicaciones para las ONG
La etiqueta de agente extranjero aumenta las barreras de registro para una ONG en Rusia. Esto incluye restricciones a los extranjeros y a los apátridas para que establezcan o incluso participen en la organización. A continuación, una ONG debe someterse a auditorías exhaustivas. Los poderes de supervisión pueden intervenir e interrumpir los asuntos internos de la ONG con suspensiones de hasta seis meses.
Una vez etiquetadas como agentes extranjeros, las organizaciones están obligadas a marcar todas sus publicaciones y a comenzar cada declaración oral con una revelación de que está siendo dada por un "agente extranjero". También limita la forma en que una organización extranjera puede hacer donaciones exentas de impuestos a personas específicas o a la ONG, exigiéndoles que se registren y sean incluidas en una lista muy limitada de organizaciones aprobadas.
Algunas ONG denuncian que se ha restringido el acceso a funcionarios gubernamentales e instituciones públicas y que se ha continuado el hostigamiento. Se ha informado de redadas de ONG acompañadas por equipos de televisión del canal de televisión NTV.
Un informe del Ministerio de Justicia obtenido por el diario económico ruso Vedomosti en mayo de 2016 dijo que las críticas a la ley de "agentes extranjeros" califican como actividad política bajo la ley de "agentes extranjeros".

## Aplicación

### Década de 2010
El 4 de junio de 2014 entró en vigor una enmienda a la "Ley de Agentes Externos", que autoriza al Ministerio de Justicia a registrar a grupos independientes como "agentes extranjeros" sin su consentimiento, si el Ministerio considera que las organizaciones realizan "actividades políticas" y si la organización recibe financiación extranjera.
El 29 de junio de 2015, según un informe del Comisario de Derechos Humanos del Consejo de Europa, la lista de "agentes extranjeros" incluía al menos 70 ONG. De ellas, sólo cinco organizaciones aceptaron voluntariamente designarse a sí mismas como "agentes extranjeros". Al menos 20 ONG han cesado sus actividades, total o parcialmente, incluso mediante la "autoliquidación". La mayoría de las organizaciones fueron incluidas en el primer semestre de 2015.
Para el 24 de octubre de 2016, según un informe de Human Rights Watch, la lista de "agentes extranjeros" activos incluía a 105 ONG. De ellos, cuatro se registraron voluntariamente y al menos 58 fueron procesados por no hacerlo.
Los agentes encargados de hacer cumplir la ley en Rusia han allanado las oficinas de varias organizaciones objetivo para incautar documentos y registros relacionados con su operación. Varias organizaciones internacionales destacadas han sido blanco de ataques, entre ellas Amnistía Internacional, Human Rights Watch y Transparencia Internacional. En total, se han auditado más de 55 organizaciones en 16 regiones rusas. A estas redadas se unen a menudo periodistas de NTV, que ha transmitido programas que acusan a los activistas de derechos humanos y de la oposición de promover los intereses de Estados Unidos.
En junio de 2017, la directora de la ONG de derechos humanos "Unión de Mujeres del Don", Valentina Cherevatenko, fue acusada formalmente de "evasión maliciosa" de los requisitos legales establecidos en la ley, lo que supuso el primer proceso penal iniciado por incumplimiento. Cherevatenko se enfrenta a dos años de prisión.
Por lo general, no se dispone de la base jurídica para la designación de "agente extranjero". Petr Manyakhin, que fue designado como "agente extranjero" y lo contrarrestó en un tribunal, recibió una justificación legal del Ministerio de Justicia, que argumentó que Manyakhin recibió financiación en moneda extranjera sobre la base de tres transferencias bancarias en dólares, que se realizaron entre las propias cuentas de Manyakhin. Otras razones dadas fueron un único retuit en apoyo de "Meduza" y el artículo de Manyakhin de 2020 sobre la tortura en la policía de Novosibirsk.

### Década de 2020
En septiembre de 2021, se modificó la ley e incluyó una lista de 60 temas que cubrían los cuales podrían ser castigados con la inclusión en el registro de agentes extranjeros. En diciembre de 2021, más de 100 medios de comunicación rusos fueron declarados agentes extranjeros, muchos de ellos se vieron obligados a cerrar. No se requiere juicio, una solicitud del Ministerio de Justicia es suficiente para declarar a una persona u organización "agente extranjero", el Ministerio no explica las razones para la inclusión. Hay muchos casos en los que contradice el sentido común, por ejemplo, la Asociación Golos fue declarada agente extranjera para recibir el Premio Sájarov. La ampliación de la Ley de Agentes Extranjeros permitió a las autoridades cerrar la ONG de derechos humanos más antigua de Rusia, 'Memorial'.
Un informe de 2021 de OVD-Info profundiza en gran detalle sobre la legislación vigente y la práctica de su aplicación. Si bien el gobierno afirma que la designación no impide la libertad de expresión, sino que simplemente garantiza la transparencia sobre quién habla, el informe indica claramente que la regulación tuvo un fuerte efecto disuasorio en los medios de comunicación, que evitan citar a organizaciones e individuos designados como agentes extranjeros, y los propios designados se retiran del debate público como resultado de las altas multas financieras impuestas por Roscomnadzor, por ejemplo, por omitir un largo aviso legal incluso en las redes sociales compartir de la publicación de otra persona. Además, se prohíbe a las entidades designadas como agentes extranjeros actuar como observadores electorales, expertos legislativos, candidatos a comisiones públicas de supervisión y otras funciones públicas. Al mismo tiempo, los criterios para la designación son extremadamente amplios y vagos, desde recibir realmente subvenciones extranjeras hasta "participación en una conferencia internacional con alojamiento a cargo del organizador", "regalo de amigos o parientes que viven en el extranjero" o incluso transferencia de fondos propios de una cuenta propia en moneda extranjera.
En la primavera de 2022, decenas más de importantes periodistas, activistas públicos y científicos rusos fueron declarados agentes extranjeros. Entre las personas notables se encuentran: los políticos Leonid Vólkov, Garri Kaspárov, Mijaíl Jodorkovski, la politóloga Ekaterina Schulmann, los periodistas Román Dobrokhotov, Karèn Shainyan, Yelizaveta Osetinskaya, Alexander Nevzorov, Alexei Venediktov, Vladímir Kará-Murzá, el historiador Yevgueni Ponasenkov, el escritor satírico Viktor Shenderovich, el bloguero de YouTube Yuri Dud. Un chiste popular en la sociedad liberal rusa dice que "Todas las personas decentes están incluidas en la lista de agentes extranjeros". No se registró ningún caso de baja del registro.
A finales de abril de 2022, un grupo de diputados de la Duma Estatal presentó una serie de nuevas enmiendas a la Ley de Agentes Extranjeros, cuya presentación estaba prevista para junio del mismo año. El documento modificado combinará todas las medidas previamente aprobadas, introduciendo algunas prórrogas. Por ejemplo, si se aprueba, permitirá a las autoridades marcar como agentes extranjeros incluso a personas y organizaciones que no reciben ningún apoyo financiero en el extranjero, bastará con una "influencia o presión" no especificada de algunos actores extranjeros. A sus familiares y colegas se les otorgará la condición de "persona afiliada a un agente extranjero", y también se establecerá un registro especial para dichas personas. Además, las sociedades mercantiles podrán entrar en el ámbito de aplicación de la ley. La ley enmendada prohíbe cualquier actividad pública educativa dirigida a audiencias menores de 18 años, y permite al Ministerio de Justicia bloquear sitios web sin decisión judicial.

## Casos notables
Una organización que ha sido designada como agente extranjero se puede buscar aquí: Archived
| Organización                          | Descripción | Estado | Logo |
| ------------------------------------- | --- | --- | ---- |
| Alianza de Médicos                    | Añadido en marzo de 2021. La Alianza de Médicos de Moscú (Альянс врачей) está encabezada por la oftalmóloga Anastasia Vasilyeva, que ha tratado al líder opositor Alekséi Navalni en el pasado. Fue fundada en 2018. Lucha por salarios y condiciones de trabajo justos para los profesionales de la medicina. | Abierto |      |
| Fundación Anticorrupción              | El 9 de octubre de 2019, el Ministerio de Justicia de Rusia designó a la Fundación Anticorrupción como agente extranjero debido a un pago procedente de Estados Unidos y España. Uno de estos pagos fue el pago de US$50 realizado por Yuri Maslikhov, ciudadano ruso residente en Estados Unidos. En una entrevista con periodistas, Yuri Maslikhov declaró que había transferido el dinero de su cuenta de PayPal como individuo y que había estado realizando este tipo de donaciones anteriormente. Otros dos pagos por un total de 138.505₽ 41 kop. (~US$2,170) fueron realizados por el ciudadano español Roberto Fabio Monda Cárdenas a través de CaixaBank el 6 y el 17 de septiembre de 2019. Al responder a una pregunta de los periodistas sobre cómo él, que no podía hablar ruso, se enteró de las instrucciones de pago de la Fundación Anticorrupción después de que se eliminaron del sitio web oficial de la organización, Roberto Fabio Monda Cárdenas no pudo decir una palabra. Estos pagos se llevaron a cabo en un momento en que la cuenta bancaria de la Fundación Anticorrupción fue congelada a petición del Comité de Investigación de Rusia. A pesar de que la Fundación Anticorrupción devolvió el dinero, el Ministerio de Justicia de Rusia se negó a eliminar a la Fundación Anticorrupción del registro de "agentes externos". | Liquidada por la decisión del 9 de junio de 2021 del Tribunal Municipal de Moscú como "organización extremista" (caso n.º 3а-1573/2021). |      |
| Equipo contra la Tortura              | El Comité Ruso contra la Tortura impugnó su inclusión en el registro ante los tribunales, pero la apelación fue rechazada. Al negarse a operar bajo las condiciones de la ley, anunció su disolución. | Cerrado |      |
| Dozhd                                 | El 20 de agosto de 2021, el canal de televisión independiente ruso TV Rain (Dozhd) fue incluido en la lista de "agentes externos". Como declaró un representante del Ministerio de Justicia de Rusia en la reunión con los miembros del Consejo Presidencial para la Sociedad Civil y los Derechos Humanos, TV Rain fue designada como "agente externo" a petición del Servicio Federal de Supervisión de las Telecomunicaciones, Tecnologías de la Información y Medios de Comunicación debido a la distribución de materiales preparados por medios de comunicación y personas que habían sido declaradas como "agentes extranjeros" anteriormente. como Meduza, Current Time TV, Lev Ponomariov, Lyudmila Savitskaya. | El 3 de marzo de 2022, la transmisión se suspendió por un período indefinido por decisión de la directora ejecutiva Natalya Sindeyeva debido a cambios legislativos que imposibilitarían cubrir objetivamente un evento durante la invasión rusa de Ucrania. TV Rain se relanzó más tarde desde los estudios de Riga, Letonia, el 18 de julio de 2022. Más tarde, tras la revocación de la licencia de emisión letona, el estudio se trasladó a Ámsterdam, donde se obtuvo la licencia de emisión neerlandesa. |      |
| Fundación Dinastía                    | El único financiador privado de investigación científica de Rusia, cerró después de ser incluido en el registro. | Cerrado |      |
| Fundación de Defensa de la Glasnost   | Después de que la Fundación de Defensa fuera designada "agente externo", la Organización para la Seguridad y la Cooperación en Europa y el Consejo de Derechos Humanos del presidente ruso criticaron la decisión. | Abierto |      |
| GlobalGiving                          | | Abierto |      |
| Golos                                 | El Ministerio de Justicia ruso instruyó a la única organización independiente de observación electoral de Rusia, a declararse "agente extranjero" por aceptar un premio del Comité Noruego de Helsinki. Después de que GOLOS se negara a registrarse, afirmando que no había aceptado el dinero del premio, fue multado y suspendido durante seis meses. Posteriormente, la policía rusa allanó las oficinas y los hogares de los empleados y confiscó equipos. | Abierto |      |
| Acción Humanitaria                    | A finales de 2020, el Ministerio de Justicia de Rusia añadió a "Acción Humanitaria", una organización benéfica con sede en San Petersburgo, a su lista de "agentes extranjeros". La organización trabaja principalmente con usuarios de drogas y personas que viven con el VIH. | Abierto |      |
| Centro Levada                         | La única agencia encuestadora independiente de Rusia, recibió entre el 1,5% y el 3% de su presupuesto total del extranjero. Se emitió con una advertencia pública de que sería elegible según la ley. Levada dijo que suspendió el financiamiento extranjero en 2013. En 2016, la agencia encuestadora fue nombrada agente extranjera, lo que le impidió trabajar en las próximas elecciones. El director de Levada declaró que la designación podría significar que Levada no podría continuar su trabajo como encuestadora. | Abierto |      |
| Lev Ponomariov                        | El 28 de diciembre de 2020, el famoso activista ruso de derechos humanos fue etiquetado como "persona que desempeña funciones de agente extranjero de los medios de comunicación". | |      |
| Fundación MacArthur                   | La Fundación MacArthur estadounidense, citando la ley de agentes extranjeros junto con su designación como una "organización indeseable", cerró su división rusa, que operaba desde 1992. | Cerrado |      |
| Meduza                                | Meduza es un medio de comunicación letón que no tiene sucursales ni oficinas de representación en Rusia. Meduza publica materiales en su sitio web en ruso e inglés. El 23 de abril de 2021, el Ministerio de Justicia ruso designó a Meduza como medio de comunicación extranjero que desempeña las funciones de "agente extranjero". En respuesta, la Unión Europea rechazó la decisión, diciendo que esta restricción "va en contra de las obligaciones internacionales y los compromisos de derechos humanos de Rusia". | Abierto |      |
| Memorial                              | Una de las organizaciones más antiguas de Rusia, dedicada a evitar un retorno al autoritarismo, también se negó a registrarse en virtud de la ley. Fueron auditados oficialmente y se les proporcionaron 8.776 páginas de información que documentaba sus actividades. Se inscribió en el registro el 4 de octubre de 2016. | El 28 de diciembre de 2021, el Tribunal Supremo de Rusia ordenó el cierre de Memorial. El 28 de febrero de 2022, la instancia de apelación dejó sin alteración la decisión judicial. La sociedad fue eliminada del Registro Estatal Unificado de Personas Jurídicas el 5 de abril de 2022. |      |
| Memorial (Centro de Derechos Humanos) | El 21 de julio de 2014, el Centro de Derechos Humanos Memorial fue incluido oficialmente en el registro de "agentes extranjeros" del gobierno. | El 29 de diciembre de 2021, el Tribunal de la Ciudad de Moscú ordenó la liquidación del Centro de Derechos Humanos. El 5 de abril de 2022, el Primer Tribunal de Apelación dejó la decisión judicial sin modificaciones. El centro fue retirado del Registro Estatal Unificado de Personas Jurídicas el 18 de mayo de 2022. |      |
| Dmitri Murátov                        | El 1 de septiembre de 2023, las autoridades rusas declararon "agente extranjero" al periodista ruso Dmitri Murátov, ganador del Premio Nobel, por "crear y difundir obras elaboradas por agentes externos", así como por "utilizar medios de comunicación extranjeros para promover opiniones destinadas a formar una actitud negativa hacia la política interior y exterior de Rusia". | |      |
| Mijaíl Kasiánov                       | El 24 de noviembre de 2023, las autoridades rusas declararon "agente extranjero" al ex primer ministro ruso y uno de los líderes de la oposición, Mijaíl Kasiánov. | |      |
| Mijaíl Jodorkovski                    | El famoso empresario y político ruso exiliado fue designado como "agente extranjero" el 20 de mayo de 2022 debido a su apoyo a Ucrania y a los emigrantes políticos rusos durante la invasión rusa de Ucrania. | |      |
| Nasiliu.net                           | Añadido a la lista de "agentes extranjeros" en diciembre de 2020. Nasiliu.net es una de las principales organizaciones rusas que se ocupan de la violencia doméstica. El ministerio ha pedido a un tribunal que multe a Nasiliu.net con entre 300.000 y 500.000 rublos (entre 4.000 y 6.800 dólares). El ministerio pide una multa de hasta 300.000 rublos contra la directora de la ONG, Anna Rivina. Fue fundada en 2015 y se registró como ONG en 2018. En diciembre de 2020, fue incluida en la lista de organizaciones de "agentes extranjeros", una designación que está apelando en los tribunales. | Abierto |      |
| Fénix PLUS                            | Oriol, región de Rusia. | Abierto |      |
| Radio Free Europe/Radio Liberty       | En 2017, el gobierno ruso incluyó en la lista al servicio ruso de Radio Free Europe, a otros seis servicios de noticias en ruso de Radio Free Europe y a Current Time TV. Las multas contra Radio Free Europe ascienden a unos 70 millones de rublos (950.000 dólares). | Abierto |      |
| Transparencia Internacional Rusia     | Transparencia Internacional fue declarada elegible para la etiqueta en 2013. La razón dada fue que TI-R recibía dinero de fuentes extranjeras y formaba parte de la Comisión de Expertos para la Gobernanza Abierta en Rusia, que se ocupa de las actividades políticas. TI-R cree que su posición en la Comisión de Expertos para la Gobernanza Abierta en Rusia debería impedirles que se les obligue a registrarse como agentes extranjeros, ya que es un estatus designado por el Gobierno ruso. También afirman que la expresión "actividad política" está definida de manera demasiado amplia en la ley, y que debe tener definiciones estrechas y específicas. A pesar de las objeciones de TI-R, en abril de 2015, el Ministerio de Justicia ruso incluyó a Transparencia Internacional en su lista de "agentes extranjeros". | Cerrado El 16 de marzo de 2023, el consejo de Transparencia Internacional Rusia decidió liquidar la persona jurídica tras su designación como "organización indeseable" por decisión de la Fiscalía General de la Nación que tuvo lugar el 6 de marzo de 2023. |      |

## Reacciones

### Rusia

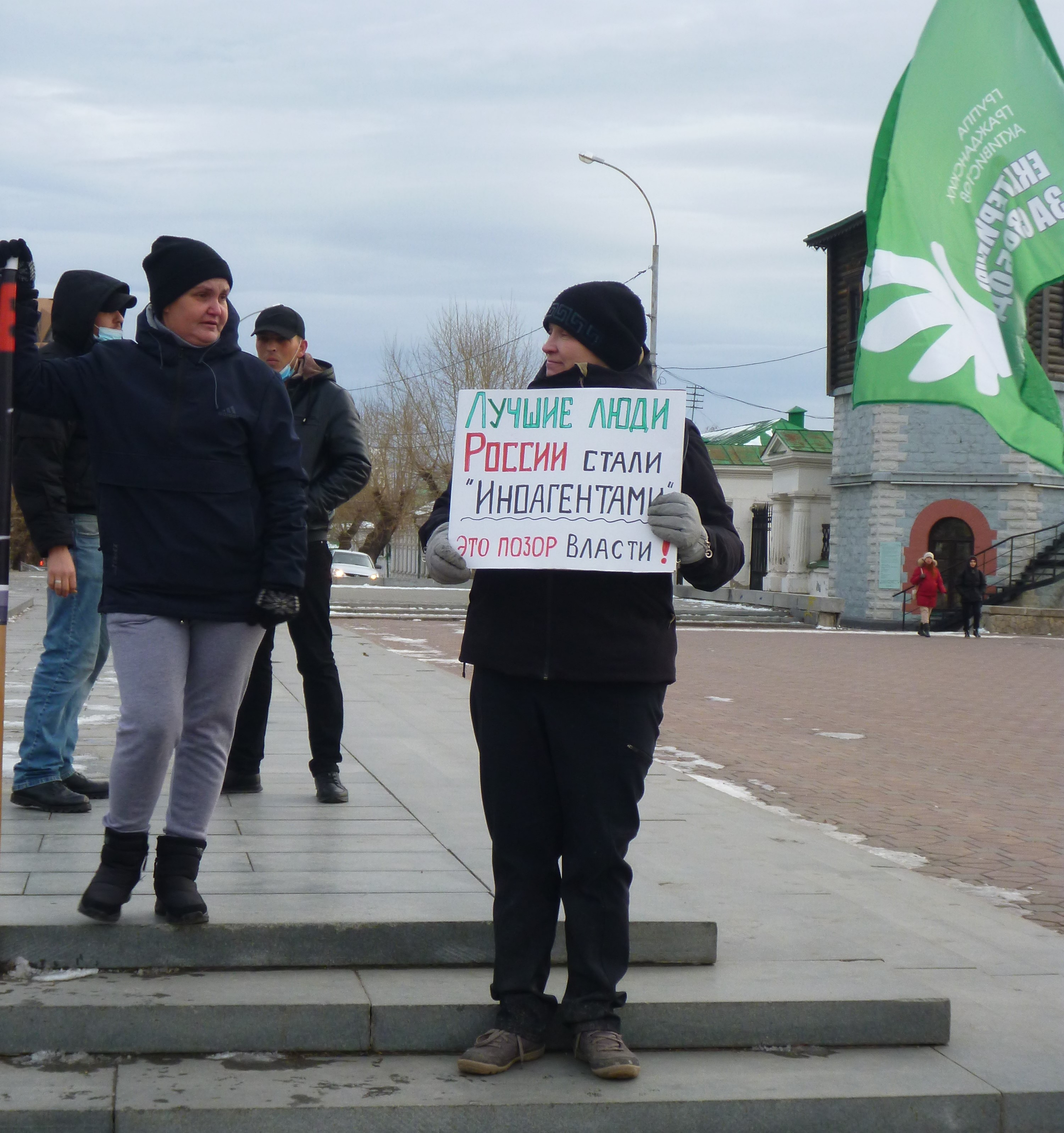
Piquete contra la Ley de Agentes Externos en Ekaterimburgo, 2021. El letrero dice: "Las mejores personas de Rusia se han convertido en 'agentes extranjeros'. Es una vergüenza".

El comisionado de derechos humanos de Rusia, Vladímir Lukin, y varios grupos no gubernamentales presentaron una apelación ante el Tribunal Constitucional de Rusia, argumentando que la ley violaba las disposiciones constitucionales sobre libertad de asociación (artículo 30) y que las definiciones de "actividades políticas" y "agentes extranjeros" en su texto eran demasiado vagas. El 8 de abril de 2014, el tribunal decidió que la ley no infringía el derecho constitucional a la asociación, y que la designación del agente extranjero era de interés público.
El Consejo Presidencial de Derechos Humanos de Rusia, citando los ataques contra la Fundación Dinastía y el Equipo contra la Tortura, pidió al Pleno del Tribunal Supremo que examinara la práctica de los tribunales en la aplicación de la ley.
En febrero de 2016, el Centro PEN ruso emitió una carta abierta en protesta por las enmiendas a la ley que definían la "actividad política" como la actividad destinada a influir en el gobierno o en la opinión pública.
En 2015, el fondo de apoyo a la ciencia y la educación Dynasty Foundation, dirigido por Dmitri Zimin, fundador de Vympelcom, cerró después de verse obligado a etiquetarse como un "agente extranjero". Esta decisión del Ministerio de Justicia ha provocado muchas críticas, ya que "Dinastía" no estaba involucrada en política y se centró completamente en la educación nacional en Rusia. Tampoco recibió fondos de terceros extranjeros, simplemente mantuvo parte de sus fondos en cuentas bancarias extranjeras. Después de las protestas masivas de la comunidad académica contra esta discriminación, Zimin intentó apelar y, al no tener éxito, decidió cerrar el fondo y abandonó Rusia.
El Equipo contra la Tortura también declaró que la organización será cerrada después de que perdiera una apelación contra el Ministerio de Justicia que la calificaba de "agente extranjero".
Según Human Rights Watch, para agosto de 2016, al menos 13 grupos optaron por cerrar en lugar de usar la etiqueta de "agente extranjero".
Desde que se aprobó la ley en Rusia, Transparencia Internacional-Rusia (TI-R) la ha combatido. En noviembre de 2012, la Junta del Centro de TI-R emitió una declaración declarando inconstitucional la ley, alegando que menoscaba sus derechos a organizarse y participar en la gobernanza. TI-R afirma que la ley de "agentes extranjeros" promulgada por el gobierno ruso es inconstitucional de acuerdo con la Constitución rusa sobre la base de sus artículos relativos a la libertad de expresión y el derecho a participar en la gobernanza. TI-R fue incluida en la lista de agentes extranjeros en 2015.

### Internacional
El secretario general del Consejo de Europa, Thorbjørn Jagland, expresó su preocupación por la ley durante una conferencia de prensa conjunta con Serguéi Lavrov, el ministro de Relaciones Exteriores ruso, afirmando que "[la ley] puede tener un efecto escalofriante en la comunidad de ONG, particularmente si esta ley no se aplica de la manera correcta".
Catherine Ashton, Alta Representante de la Unión para Asuntos Exteriores y Política de Seguridad en la Unión Europea, expresó su preocupación por la ley y las redadas resultantes, afirmando que "las inspecciones y registros iniciados contra la comunidad de ONG rusas y llevados a cabo sobre bases legales vagas son preocupantes, ya que parecen estar destinados a socavar aún más a la sociedad civil en el país".
La canciller alemana, Angela Merkel, reprendió públicamente al presidente Putin durante su visita a Hannover, poco después de que las autoridades rusas registraran y confiscaran documentos y equipos de dos ONG alemanas que operan en Rusia.
El ministro de Relaciones Exteriores alemán, Guido Westerwelle, declaró inaceptables las medidas contra las organizaciones sin fines de lucro y advirtió a través de un portavoz que podrían "tener un efecto sostenido en las relaciones bilaterales".
La Asamblea Parlamentaria de la OSCE, en su "Declaración de Helsinki" de julio de 2015, instó a Rusia a "poner fin a sus intentos de estigmatizar y desacreditar a los grupos de la sociedad civil etiquetándolos como agentes extranjeros".
La Comisión de Venecia del Consejo de Europa emitió una opinión en la que planteaba "varios problemas graves" con la formulación e implementación de la ley de acuerdo con las normas del Consejo de Europa. Instó a Rusia a reformular los vagos criterios de las "actividades políticas" y a abandonar el término "agente extranjero", afirmando que "al recuperar la retórica utilizada durante el período comunista, este término estigmatiza a los suboficiales a los que se aplica, empañando su reputación y obstaculizando gravemente sus actividades".
El 6 de julio de 2021 se publicó el nuevo dictamen de la Comisión de Venecia sobre el Derecho de los agentes extranjeros rusos. De acuerdo con la conclusión de la Comisión de Venecia, las recientes enmiendas a la legislación rusa sobre "agentes extranjeros" toman una dirección clara hacia la expansión del alcance de las entidades e individuos que califican como "agentes extranjeros", así como hacia la expansión de las obligaciones y restricciones sobre estas entidades e individuos. Las recientes modificaciones también elevan significativamente las sanciones (administrativas y penales) por el incumplimiento de estas normativas. Al mismo tiempo, tienden a utilizar una terminología vaga y excesivamente amplia y no guardan una relación razonable con los objetivos supuestamente perseguidos. En consecuencia, constituyen graves violaciones de los derechos humanos básicos, incluidas las libertades de asociación y de expresión, el derecho a la intimidad, el derecho a participar en los asuntos públicos, así como la prohibición de la discriminación. La Comisión de Venecia está particularmente preocupada por el efecto combinado de las enmiendas más recientes en las entidades, los individuos, los medios de comunicación y la sociedad civil en general. La Comisión de Venecia advierte sobre el importante efecto disuasorio que las recientes reformas pueden tener sobre el libre ejercicio de los derechos civiles y políticos que son vitales para una democracia efectiva. El efecto combinado de las recientes reformas permite a las autoridades ejercer un control significativo sobre las actividades y la existencia de las asociaciones, así como sobre la participación de las personas en la vida cívica. La Comisión de Venecia recomienda que las autoridades rusas abandonen el régimen especial de requisitos de registro, presentación de informes y divulgación pública para asociaciones, medios de comunicación y personas que reciben "apoyo extranjero", incluidas las sanciones administrativas y penales conexas. Por otra parte, la Comisión de Venecia pide a las autoridades rusas que revisen a fondo no solo las enmiendas más recientes, sino todo el cuerpo de su legislación sobre "agentes extranjeros", reduciendo significativamente la definición legal de "agente extranjero" para servir al objetivo declarado de transparencia. Específicamente, las nociones de "actividades políticas" y "apoyo extranjero" deben abandonarse en favor de indicadores que rastreen de manera confiable las formas objetables de injerencia extranjera. Como mínimo, debería abandonarse la etiqueta estigmatizante y engañosa de "agente extranjero" en favor de una designación más neutral y precisa. Esta nueva designación no debe utilizarse como criterio para prohibir a las personas el ingreso a la función pública. Del mismo modo, no se debe prohibir a los suboficiales y a los medios de comunicación así designados participar en las actividades de la campaña. Las sanciones penales, especialmente el trabajo forzoso y la privación de libertad, no deben aplicarse a los incumplimientos de los requisitos de registro, presentación de informes y divulgación pública de los "agentes extranjeros", incluso con arreglo a la definición restrictiva de esa designación. Además, la sanción de la liquidación de los suboficiales debe reservarse para casos extremos de violaciones que amenacen la democracia.
La relatora especial de las Naciones Unidas sobre la situación de los derechos humanos en la Federación de Rusia, Mariana Katzarova, criticó la nueva ley, que entró en vigor el 1 de diciembre de 2022, en su informe del 15 de septiembre de 2023.

## Casos ante el Tribunal Europeo de Derechos Humanos

### Ecodefence y otros contra Rusia (2022)
En el caso de Ecodefence y otros contra Rusia, el Tribunal Europeo de Derechos Humanos falló en contra de la controvertida ley rusa de "agentes extranjeros", que había impuesto severas restricciones a grupos independientes de la sociedad civil desde 2012.
El caso involucró a 73 organizaciones rusas que fueron etiquetadas como "agentes extranjeros" por las autoridades, incluidos grupos ambientalistas, defensores de los derechos humanos, centros de investigación y fundaciones benéficas. La ley exigía que estas organizaciones se registraran como "agentes extranjeros" si recibían financiación extranjera y participaban en "actividades políticas" definidas en términos generales.
El Tribunal concluyó que la ley se había utilizado para perseguir y estigmatizar a grupos independientes. Actividades como la protección del medio ambiente, el trabajo de derechos humanos y la ejecución de programas de prevención del VIH se clasificaron como "políticas". Las organizaciones se vieron obligadas a rechazar toda la financiación extranjera o a aceptar la etiqueta de "agente extranjero", que conllevaba excesivos requisitos de presentación de informes, inspecciones frecuentes y fuertes multas.
Muchos grupos no pudieron pagar las multas ni continuar su trabajo bajo las condiciones restrictivas y, en consecuencia, se vieron obligados a cerrar. El Tribunal dictaminó que Rusia no había justificado la necesidad de tales medidas y concluyó que el verdadero propósito de la ley parecía ser silenciar las voces independientes de la sociedad civil en lugar de aumentar la transparencia, como afirmaban las autoridades.

### Kobaliya y otros contra Rusia (2024)
En el caso posterior de Kobaliya y otros contra Rusia, el Tribunal falló en contra de la legislación ampliada de Rusia sobre "agentes extranjeros", declarando que violaba los derechos fundamentales protegidos por el Convenio Europeo de Derechos Humanos. El caso involucró solicitudes de más de un centenar de organizaciones y personas designadas como "agentes extranjeros" en virtud de leyes cada vez más restrictivas introducidas entre 2017 y 2022.
El Tribunal dictaminó que Rusia había ampliado significativamente su marco de "agentes extranjeros" más allá de las organizaciones no gubernamentales (ONG) para incluir a las organizaciones de medios de comunicación, periodistas, blogueros y personas involucradas en "actividades políticas" definidas en términos generales. El efecto estigmatizante de la etiqueta de "agente extranjero" se intensificó con el tiempo, y las encuestas de opinión pública indicaban que la designación se asociaba cada vez más con "traidores" y "enemigos del pueblo". El Tribunal señaló que la designación era engañosa, ya que sugería un control extranjero sin pruebas, en contraste con leyes similares en otros países que exigen la prueba de las relaciones de agencia.
El régimen aplicó la ley de manera desproporcionadamente severa. Por ejemplo, la designación de personas como "agentes extranjeros" por recibir sumas mínimas de ciudadanos extranjeros, como donaciones de 3 euros o intercambios de millas aéreas. Las organizaciones se enfrentaron a graves consecuencias, como la disolución forzada de International Memorial y Memorial Human Rights Centre por violaciones menores del etiquetado, y Radio Free Europe/Radio Liberty acumuló cientos de millones de rublos en multas.
Las personas etiquetadas como "agentes extranjeros" fueron objeto de importantes intromisiones en la privacidad, incluida la publicación obligatoria de datos personales y requisitos detallados de información financiera. También se enfrentaron a restricciones profesionales, como la prohibición de enseñar, producir contenidos para menores y ocupar cargos públicos. Los requisitos obligatorios de etiquetado para todas las comunicaciones, incluidas las publicaciones en las redes sociales, restringían gravemente la libertad de expresión.
El Tribunal concluyó que el marco de "agentes extranjeros" de Rusia tenía "características de un régimen totalitario" al fomentar una atmósfera de sospecha hacia las voces independientes y la sociedad civil. En lugar de perseguir su objetivo declarado de transparencia, se concluyó que la legislación socavaba los cimientos de la democracia al estigmatizar y silenciar las voces independientes en el debate público.